# 490-499
De jaren 490-499 (van de christelijke jaartelling) zijn een decennium in de 5e eeuw.

## Belangrijke gebeurtenissen
- 491 : Keizer Zeno van Byzantium sterft. Zijn weduwe Ariadne huwt met een zekere Anastasius, die zo keizer wordt.
- 492 : De entourage van de vorige keizer voelt zich gepasseerd en komt in opstand
- 493 : Theodorik de Grote verovert het Rijk van Odoaker.
- 493 : De Frankische koning Clovis I sluit een dubbelhuwelijk. Hij trouwt met een Bourgondische prinses Clothilde, zijn zus Audofleda huwt met de Ostrogoot Theodorik de Grote.
- 494 : Een aardbeving vernielt de stad Laodicea.
- 496 : Slag bij Tolbiac. Clovis verslaat de Alemannen.
- 496 : Frankisch-Visigotische Oorlog (496-498) breekt uit, Clovis valt Aquitania binnen voor een plundertocht. Hij verovert een reeks steden.
- 496 : Op 25 december bekeert Clovis zich tot het katholieke christendom, hij wordt gedoopt in Reims door Remigius.
- 497 : Keizer Anastasius erkent Theodorik de Grote officieel als koning van het Ostrogotische Rijk.
- 498 : Alarik II maakt een einde aan de Frankisch-Visigotische Oorlog door Clovis terug over de Loire te verdrijven.

## Heersers

### Europa
- Kaukasisch Albanië: Vachagan III (ca. 487-510)
- Bourgondiërs: Godigisel (473-501), Chilperik II (473-493), Gundobad (486-516)
- Byzantijnse Rijk: Zeno (474-491), Anastasius I (491-518)
- Salische Franken: Clovis I (481-511), Ragnachar (ca. 480-509)
- Kent: Oisc (488-516)
- Italië: Odoaker (476-493)
- Longobarden: Claffo (ca. 490-495), Tato (ca. 495-510)
- Ostrogoten: Theodorik de Grote (474-526)
- Vandalen: Gunthamund (484-496), Thrasamund (496-523)
- Visigoten: Alarik II (485-507)

### Azië
- China
  - Noordelijke Wei: Beiwei Xiaowendi (471-499), Beiwei Xuanwudi (499-515)
  - Zuidelijke Qi: Qi Wudi (482-493), Xiao Zhaoye (493-494), Xiao Zhaowen (494), Qi Mingdi (494-498), Xiao Baojuan (499-501)
- India (Gupta's): Budhagupta (476-495), Narasimhagupta (495-?535)
- Japan (traditionele data): Ninken (488-498), Buretsu (498-506)
- Korea
  - Koguryo: Jangsu (413-491), Munjamyeong (491-519)
  - Paekche: Dongseong (479-501)
  - Silla: Soji (479-500)
- Perzië (Sassaniden): Kavad I (488-496, 498-531), Zamasp (496-498)

### Religie
- paus: Felix II (III) (483-492), Gelasius I (492-496), Anastasius II (496-498), Symmachus (498-5514)
  - tegenpaus: Laurentius (498-499)
- patriarch van Alexandrië: Athanasius II (490-496), Johannes I (II) van Alexandrië (496-505)
- patriarch van Antiochië: Johannes II (488-490), Stefanus II (490-495), Callandion (495-496), Palladius (496-498), Flavianus II (498-512)
- patriarch van Constantinopel: Eufemius (489-495), Macedonius II (495-511)
- patriarch van Jeruzalem: Sallustius (486-494), Elias I (494-516)

<< · 490 · 491 · 492 · 493 · 494 · 495 · 496 · 497 · 498 · 499 · >>
<< · 400-409 · 410-419 · 420-429 · 430-439 · 440-449 · 450-459 · 460-469 · 470-479 · 480-489 · 490-499 · >>